# Andrey Kunets
Andrey Kunets (ruso: Aндрей кунец ) (Mazyr, 7 de diciembre de 1995) es un cantante bielorruso, ganador de concursos nacionales e internacionales, y participante en el Festival de Eurovisión Junior 2006 donde quedó en 2º puesto (129 puntos). 

## La actividad creativa
Andrey Kunets quedó en segundo puesto en el Festival de Eurovisión Junior 2006, ganó el Festival Internacional de la Juventud Carnival "Orfeo en Italia-2008" en el grupo de edad 10 - 12 años. En el festival, interpretó canciones "Bielorrusia puede", "New Day", y la versión en Inglés de la canción "All". En enero de 2010, Andrey lanzó su álbum debut, "New Day" .. 
En 2008 interpretó un papel en "la chispa", un nuevo musical. 

## Premios
- 2º puesto en el Festival de Eurovisión Junior 2006
- Grand Prix en el Bazar Eslavo de Vitebsk, 2007
- Primer puesto en el I Festival Internacional de la Juventud y el Carnaval "Orfeo en Italia 2008"
- "Amistad de los Pueblos" - Grand Prix (Kaiserslautern)
- "La tierra bajo Alas Blancas" - 1 º (Mazyr)
- "Golden Bee" - Grand Prix (Klimovichi)

- Datos: Q430424
- Multimedia: Andrey Kunets / Q430424